# Bugdom 2
Bugdom 2 est un jeu vidéo de plates-formes développé et édité par Pangea Software, sorti en 2002 sur Windows et Mac puis porté en 2008 sur iOS.
Il fait suite à Bugdom.

## Système de jeu
Bugdom 2 suit l'aventure d'une sauterelle nommée Skip alors qu'il essaie de récupérer son sac à dos volé par le bourdon Bully Bee. Tout au long du jeu, Sam l'Escargot et Sally le Chipmunk l'aident.

## Accueil
- IGN : 8/10 (Mac)[2] - 7,5/10 (iOS)[3]